# Cerkiew św. Jana Ewangelisty w Sulimowie
Cerkiew św. Jana Ewangelisty w Sulimowie – dawna cerkiew greckokatolicka postawiona w 1867.
Od 1954 użytkowana jako kościół filialny rzymskokatolickiej parafii w Hulczu.

## Historia obiektu
Cerkiew unicka (greckokatolicka) pw. św. Jana Ewangelisty wzniesiona została w 1867. W 1954 przejęta przez kościół rzymskokatolicki i remontowana. Oszalowano ganek i zmieniono na przedsionek z wejściem od frontu. W 1964 ośmiopołaciową kopułę zwieńczoną pseudo-latarnią z cebulkowatym hełmem zastąpiono spłaszczonym daszkiem. Następny remont wykonany bez zezwolenia konserwatorskiego w latach 1981-1982 pozbawił cerkiew charakterystycznych cech pierwotnych. Zmieniono wówczas szalunek, usunięto zadaszenia (soboty, opadania), dostawiono z frontu drugi przedsionek, do południowej ściany nawy i prezbiterium dobudowano salę katechetyczną, zmieniono w nawie dawne okna na okna zdwojone. Ikonostas został rozebrany i złożony w sali katechetycznej.

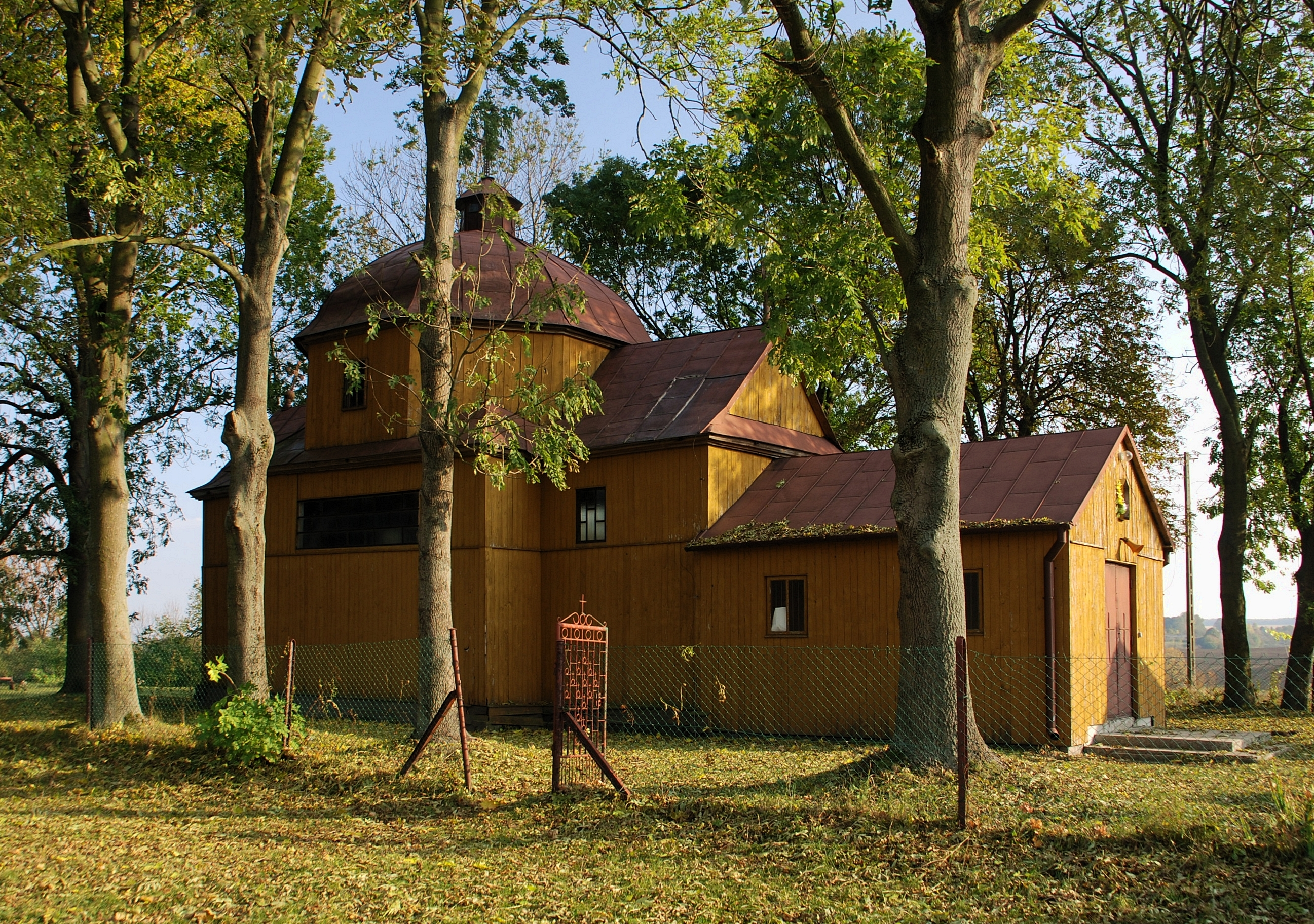
Widok od strony północnej
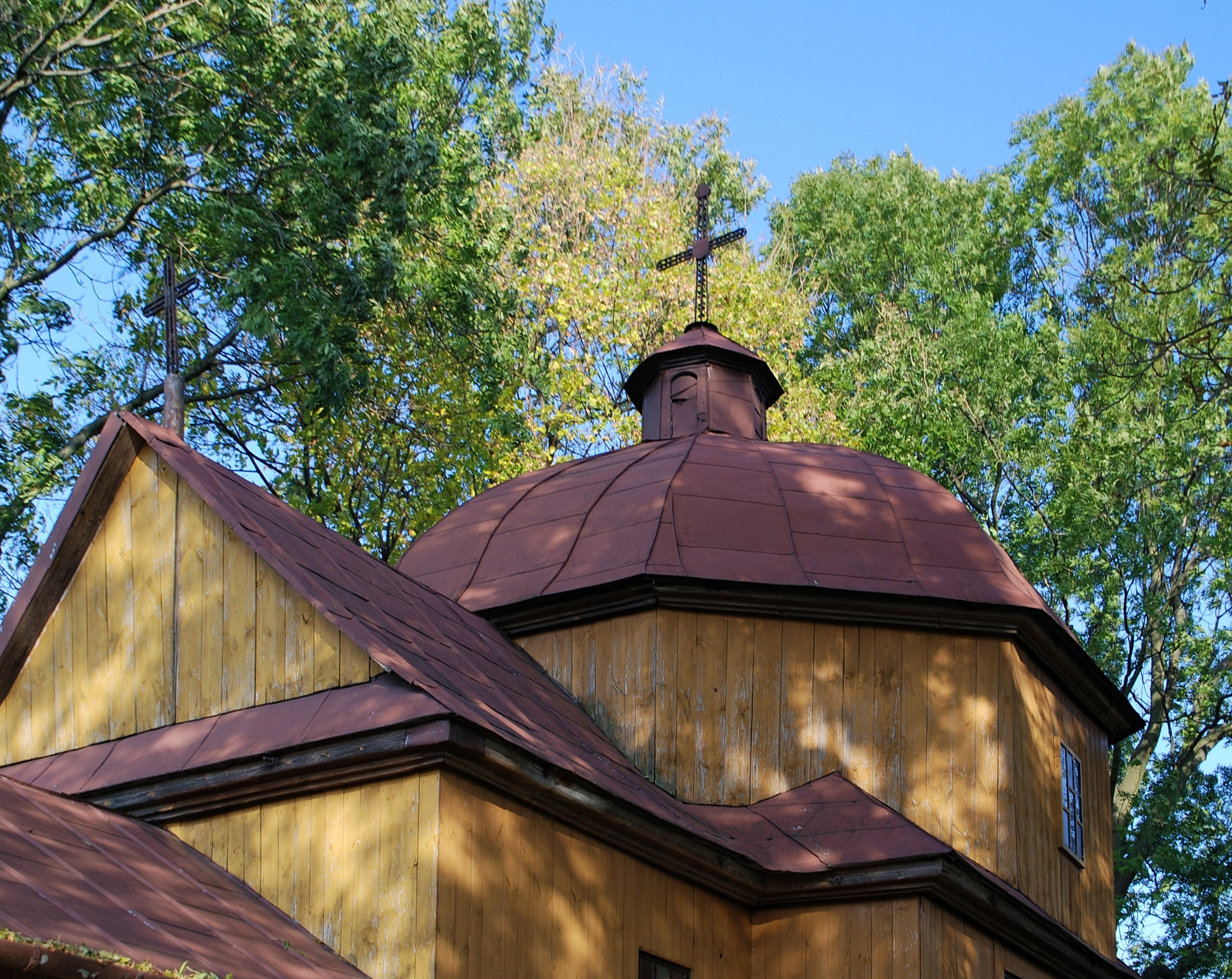
Kopuła
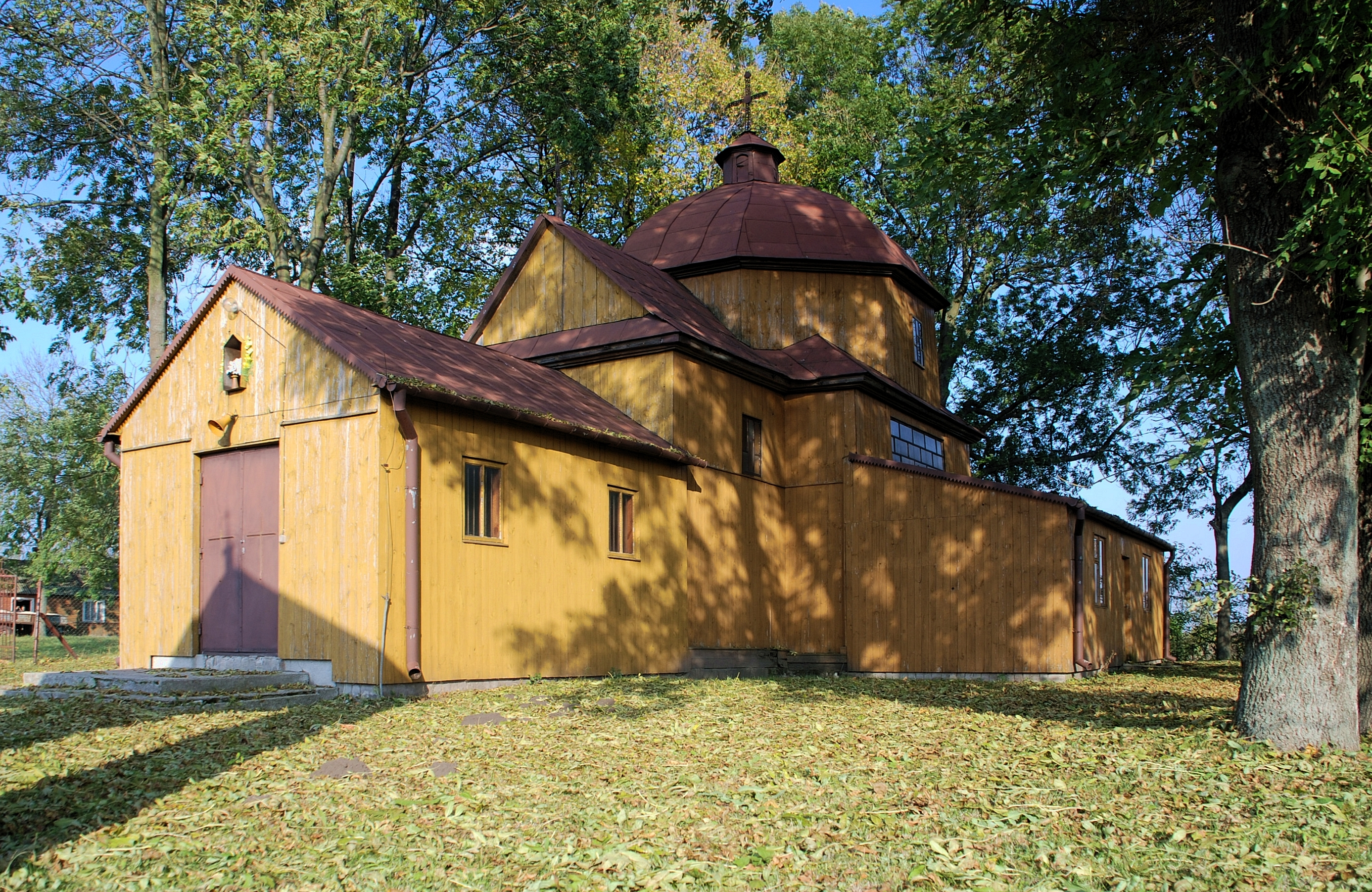
Widok od strony południowo-zachodniej

## Architektura i wyposażenie
Jest to cerkiew jednokopułowa – nad zrębem nawy osadzony ośmioboczny tambur na pendentywach, przykryty ośmiopołaciową kopułą spłaszczoną, zwieńczoną pseudo-latarnią z cebulkowatym hełmem. Drewniana, konstrukcji zrębowej, na drewnianych palach. Obiekt orientowany, trójdzielny: prostokątne prezbiterium, nawa szersza, kwadratowa oraz prostokątny babiniec. Przy prezbiterium od strony południowej zakrystia, przy babińcu od strony zachodniej przedsionek, konstrukcji słupowej. Zewnątrz wydatny okap wsparty na występujących belkach zrębu, ozdobnie profilowanych. Nad zadaszeniem ściany oszalowane. Kopuła, dwuspadowe dachy nad prezbiterium, babińcem i przedsionkiem, pulpitowy dach zakrystii oraz daszek okapowy kryte blachą, niegdyś gontem. 
Wewnątrz w nawie ośmiopolowe pozorne sklepienie kopulaste, w pozostałych pomieszczeniach spłaszczone pozorne sklepienia kolebkowe. Znaczna część wyposażenia pochodzi z kościoła parafialnego w Warężu. Została przeniesiona w 1951 i są to: dwa ołtarze boczne barokowo-ludowe z przełomu XVIII i XIX wieku, konfesjonał, dziesięć ławek barokowych z drugiej połowy XVIII wieku oraz barokowy obraz adoracji Matki Boskiej przez św. Dominika z pierwszej połowy XVIII wieku.

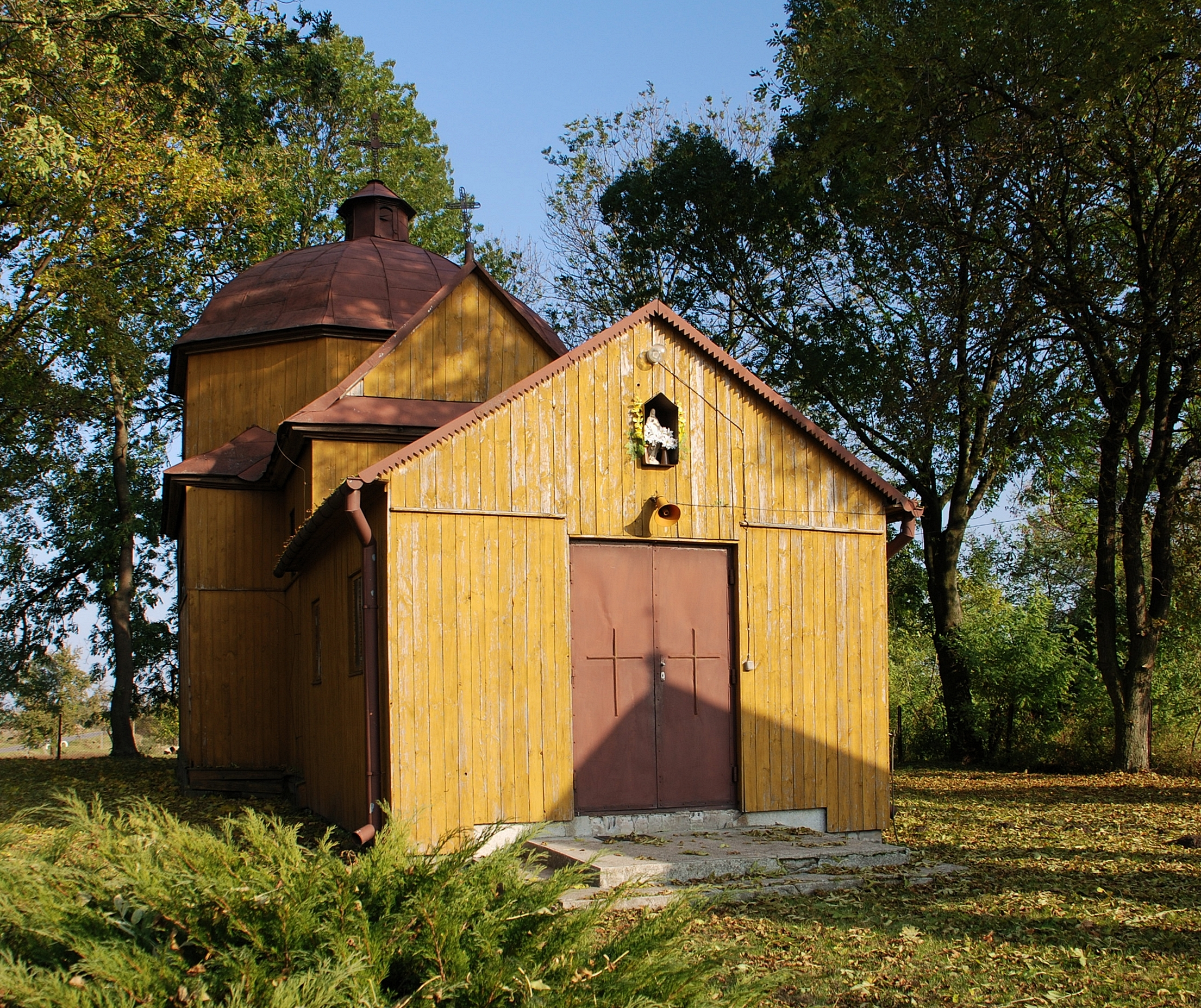
Elewacja frontowa
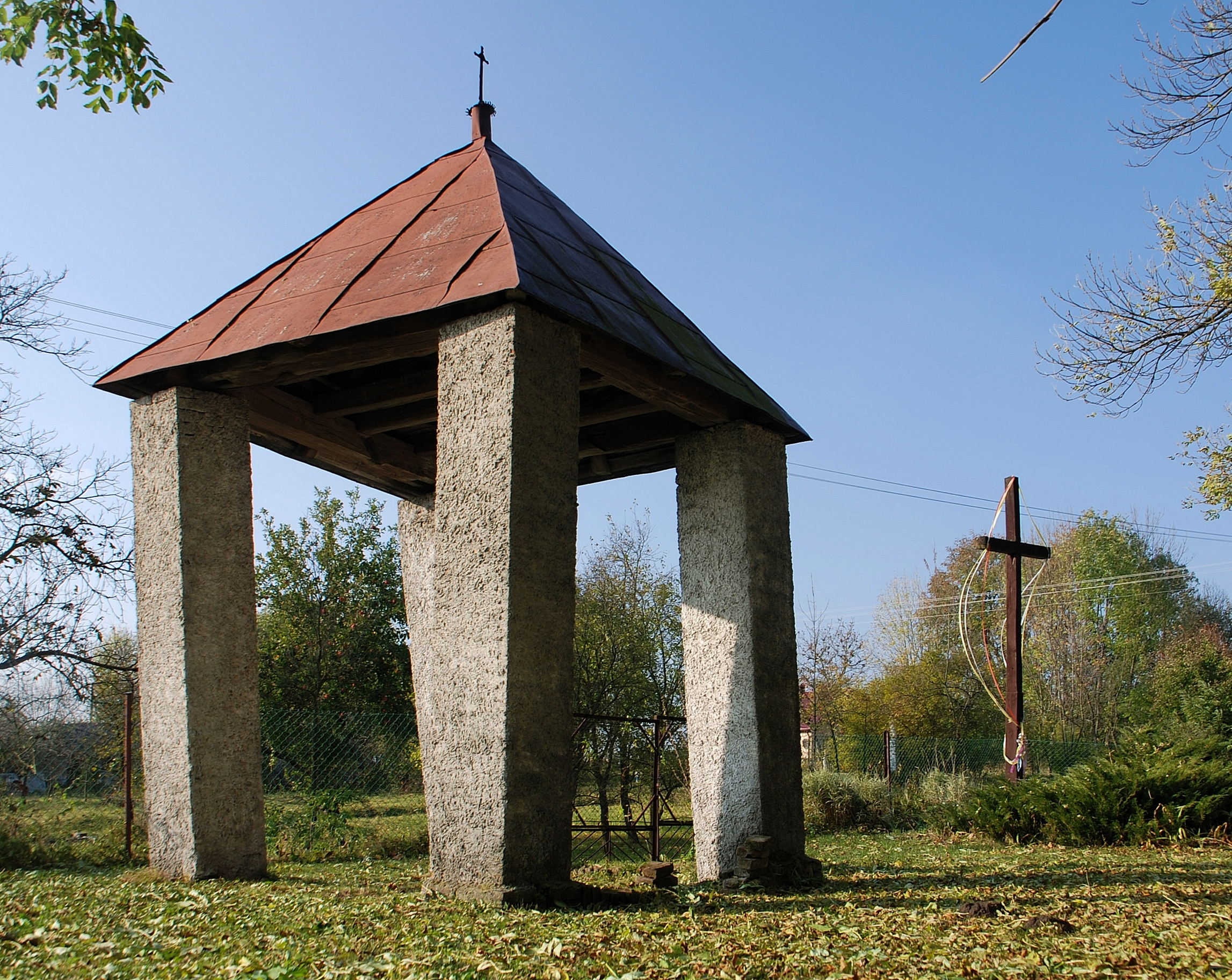
Dzwonnica
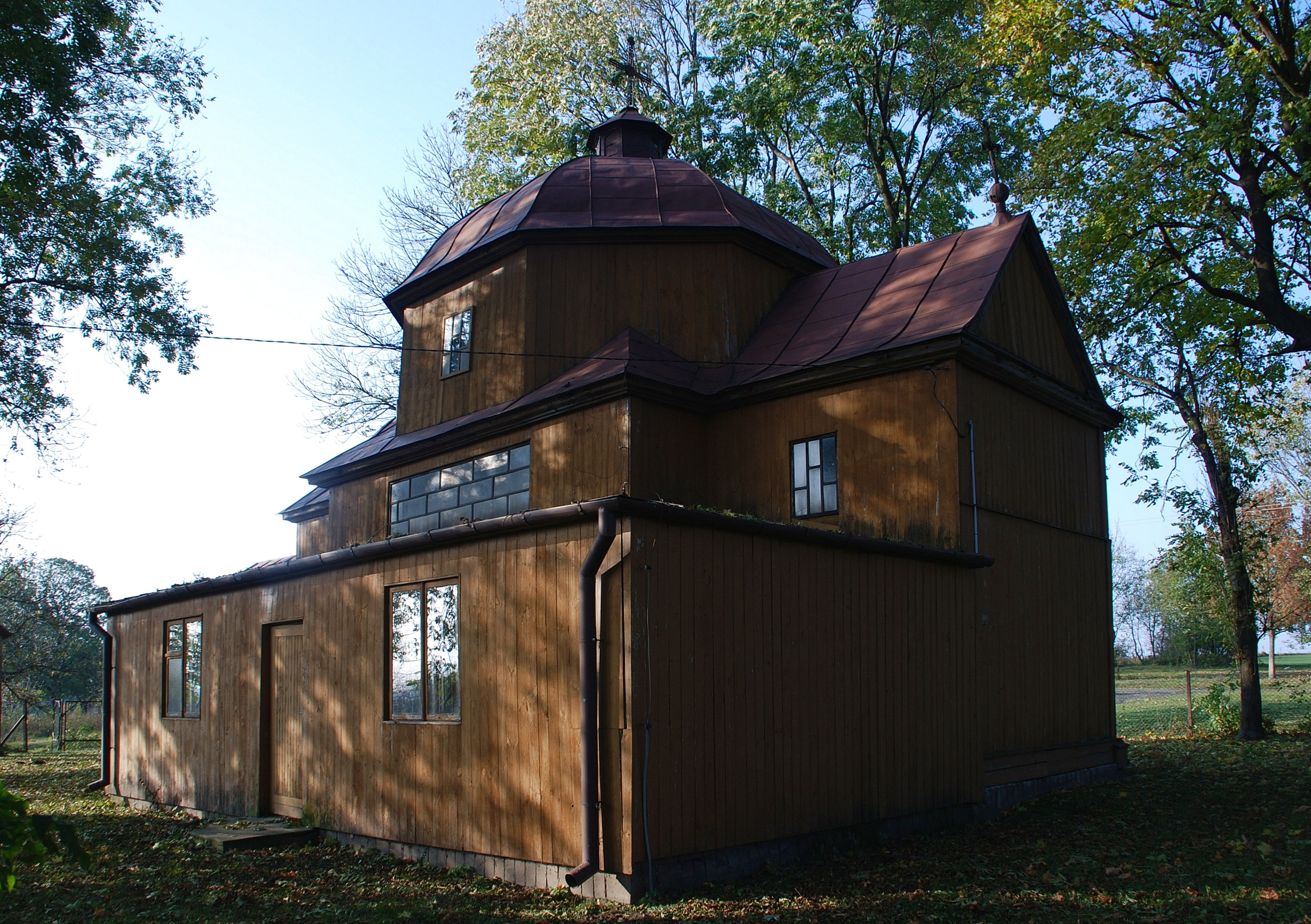
Widok od strony południowo-wschodniej

## Wokół cerkwi
Obok świątyni stoi murowana dzwonnica z jednym dzwonem.

## Turystyka
Cerkiew jest obiektem Transgranicznego szlaku turystycznego Bełżec - Bełz. 